# Goldfinger
Goldfinger je v pořadí třetí film o Jamesi Bondovi z roku 1964, adaptace sedmého románu spisovatele Iana Fleminga o této postavě z roku 1959.

## Děj
Auric Goldfinger je obézní boháč, který má kontakty na zločinecké organizace a zálibu ve shromažďování zlata. James Bond dostane za úkol zjistit, jakým způsobem se Goldfingerovi daří ilegálně obchodovat se zlatem, převážet jej tajně mezi státy a vydělávat na různé prodejní ceně. V souboji s agentem 007 má většinu času Goldfinger navrch, jeho korejský nemluvící sluha Oddjob Bonda přepadne a později jej uvězní.
Goldfinger plánuje zaútočit na pevnost Fort Knox a na desetiletí znehodnotit americké zásoby zlata radioaktivitou ze špinavé bomby, čímž by jeho vlastní zásoby zlata obratem stouply na ceně. James Bond v zajetí na Goldfingrově farmě svede jeho pilotku Pussy Galorovou a přemluví ji, aby dala vládní agentuře echo o plánovaném přepadení. Galorová také při útoku z letadla vypustí místo nervového plynu neškodnou látku. Útok probíhá zdánlivě podle plánu až do doby, než se „otrávení“ vojáci zvednou. Během bitvy vytáhne a zprovozní Goldfinger svou bombu. Bond se ji snaží zneškodnit, ale uspěje až přivolaný specialista sedm sekund před výbuchem. Goldfingerovi se povede v přestrojení za amerického generála uniknout a dostat se do letadla s Bondem. Po výstřelu z jeho zlaté zbraně dojde v letadle k dekompresi, která jej vysaje z letadla. Bond se společně s Galorovou zachrání a zůstávají v objetí pod padákem.

## Zajímavosti
Goldfingera kritici považují za obrat v bondovských filmech, umělecky i dopadem na pop-kulturu. Vyspělá technologie se zde stala součástí série, Bond poprvé řídí upravený vůz Aston Martin. V roce 1964 byl rozpočet 3,5 milionu dolarů dost vysoký, ale výdělky se pohybovaly kolem 130 milionů. Goldfinger se tak jako první bondovka stal trhákem. Nikde jinde James Bond neschytal tolik ran, ale tento díl mu přesto zvedl neuvěřitelným způsobem popularitu.

### Bond car
V tomto filmu James jezdí vozem Aston Martin DB5. Vozidlo je vybaveno bodci ve středu kola na roztrhání protivníkových pneumatik, kulomety a katapultovým sedadlem. To bylo použito ze staré stíhačky a doopravdy fungovalo. Ve filmu jsou dvě automobilové honičky. S Tilly Mastersonovou a jejím kabrioletem Ford Mustang a s Goldfingerovým zabijákem v jeho voze Mercedes-Benz 190 S.

## Osoby a obsazení

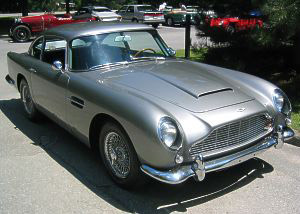
Aston Martin DB5

- James Bond – Sean Connery
- M – Bernard Lee
- Felix Leiter – Cec Linder
- Moneypenny – Lois Maxwellová
- Q – Desmond Llewelyn
- Auric Goldfinger – Gert Fröbe
- Oddjob – Harold Sakata
- Pussy Galore – Honor Blackmanová
- Jill Masterson – Shirley Eatonová
- Tilly Masterson – Tania Malletová
- Solo – Martin Benson
- Kisch – Michael Mellinger
- Mr. Ling – Burt Kwouk

## Soundtrack
První bondovka, kde se v titulkovém úvodu zpívá. Jedná se i o první ze tří bondovek kterou nazpívala zpěvačka Shirley Bassey.